# 上希热米耶
上希热米耶（羅馬化：Verkhoshizhemʹye）是俄罗斯基洛夫州的市级镇、上希热米耶区行政中心，位于伏尔加河流域内维亚特卡河支流希日马河（Шижма）畔，地处基洛夫州中偏西南部，在州府基洛夫西南方。
该地2021年人口有3,951人；2010年人口4,498；2002年人口4,519；1989年人口5,037。